# Superbox
A  Superbox egy streaming technológián alapuló online zenekatalógus volt, a zeneszámokat nem letölthető formátumban, hanem „adatfolyamként”, internetes kapcsolaton keresztül közvetítette a felhasználóknak. A szolgáltatás 2011 áprilisában indult el Magyarországon több mint 300 ezer zeneszámmal. A zenei anyagokat a világ és Magyarország legnagyobb zenei kiadója, a Universal Music biztosította, a technikai hátteret a Superbox Kft. adta, míg a kommunikációért a Hírek Média Kft. felelt. Az alkalmazás asztali platformokon (Windows, Mac OS X, Linux) futott.

## Funkciók
- Lejátszási listák összeállítása: több lejátszási listát is létre lehetett hozni egyedi elnevezéssel.
- Zenemegosztás: a kiválasztott számokat és lejátszási listákat megoszthattták egymással a felhasználók.
- Keresés: album, zeneszám és előadó szerinti keresés.
- Toplisták összeállítása
- Online streaming rádióhallgatás
- Kapcsolódó előadók: a választott előadóhoz hasonló stílusban játszó formációkat ajánlott.

## Streaming zenehallgatás
A streaming technológia lényege, hogy az információkat interneten keresztül, általában tömörített formában, azonnali adatfolyamként közvetíti. A felhasználók számára a streaming előnye, hogy nem kell hosszú letöltési időkkel és akadozással számolniuk, ugyanakkor a tartalmak nem kerülnek a birtokukba. Streaming zenehallgatás esetén ez azt jelenti, hogy a zeneszámokat csak aktív internetkapcsolat mellett hallgathattták.

## Technikai háttér
A Superbox alkalmazás Adobe AIR alapú volt, így az online zenehallgatásra minden olyan platform esetében technikai lehetőség kínálkozik, amelyen az Adobe AIR fut. Ennek ellenére csak asztali platformokon (Windows, Mac OS X, Linux) volt elérhető az alkalmazás.